# Euro Interleague Baseball 2016.
Devetnaesto izdanje Interlige u bejzbolu (engl. Euro Interleague Baseball) je četvrti put u svojoj povijesti osvojila Nada SM iz Splita. 

U natjecanju sudjeluje 15 klubova iz Hrvatske, Mađarske, Slovačke i Srbije a bilo je podijeljeno na Interligu A (EIB Pool A) i Interligu B (EIB Pool B) kao drugi rang. 

Interligu B je osvojio Zajčki iz Ljubljane

## Interliga A

### Ligaški dio
| mj | klub                         | ut | pob | por | post  |                            |
| -- | ---------------------------- | -- | --- | --- | ----- | -------------------------- |
| 1. | Nada SM Split                | 20 | 19  | 1   | 0.950 | završni turnir             |
| 2. | Apollo Bratislava            | 20 | 12  | 8   | 0.600 | završni turnir             |
| 3. | Olimpija 83 Karlovac         | 20 | 11  | 9   | 0.550 | završni turnir             |
| 4. | Angels Trnava                | 20 | 9   | 11  | 0.450 | završni turnir             |
| 5. | Reds Sleepwalkers Budimpešta | 20 | 8   | 12  | 0.400 | doigravanje za Interligu A |
| 6. | Warriors Obuda Budimpešta    | 20 | 0   | 19  | 0.050 | doigravanje za Interligu A |

### Završnica
Završni turnir (Final-four) igran u Bratislavi 27. i 28. kolovoza 2016.
| klub1           | rez.          | klub2         |
| poluzavršnica   | poluzavršnica | poluzavršnica |
| --------------- | ------------- | ------------- |
| Nada SM         | 9:1           | Angels        |
| Apollo          | 9:2           | Olimpija 83   |
|                 |               |               |
| za treće mjesto |               |               |
| Olimpija 83     | 6:0           | Angels        |
|                 |               |               |
| za pobjednika   |               |               |
| Nada SM         | 7:0           | Apollo        |

## Interliga B

### Ligaški dio
| mj | klub                   | ut | pob | por | post  |                                    |
| -- | ---------------------- | -- | --- | --- | ----- | ---------------------------------- |
| 1. | Zajčki Ljubljana       | 15 | 12  | 3   | 0.800 | doigravanje za Interligu A         |
| 2. | Beograd 96             | 16 | 11  | 5   | 0.688 | utakmica za plasman wild-card game |
| 3. | Medvednica Zagreb      | 16 | 11  | 5   | 0.688 | utakmica za plasman wild-card game |
| 4. | Zagreb                 | 16 | 10  | 6   | 0.625 |                                    |
| 5. | Vojvodina Novi Sad     | 16 | 10  | 6   | 0.625 |                                    |
| 6. | Vindija Varaždin       | 15 | 9   | 6   | 0.600 |                                    |
| 7. | Ježica Ljubljana       | 16 | 4   | 12  | 0.250 |                                    |
| 8. | Rascals Janossomorja   | 16 | 4   | 12  | 0.250 |                                    |
| 9. | Aeros (Andzabeg / Erd) | 16 | 0   | 16  | 0.000 |                                    |

## Kvalifikacije za Interligu A
U kvalifikacijama za Interligu A (EIB Pool A, engl. EIB A pool relegation games) sudjeluju dvije posljednjoplasirane momčadi iz EIB Pool A i dvije prvoplasirane momčadi iz EIB Pool B. Kako su Beograd 96 i Medvednica imali isti omjer u ligaškom dijelu, morali su igrati tzv. wild-card game za mjesto u kvalifikacijama i 2. mjesto u EIB Pool B (Interligi B). Susreti kvalifikacija se igraju kao serija best-of-three (na dvije pobjede), a domaćini su klubovi iz Interlige B.
| klub1                       | serija         | klub2             | rezultati      |
| wild-card game              | wild-card game | wild-card game    | wild-card game |
| --------------------------- | -------------- | ----------------- | -------------- |
| Medvednica Zagreb           |                | Beograd 96        | 0:10           |
|                             |                |                   |                |
| EIB A pool relegation games |                |                   |                |
| Zajčki                      |                | Warriors Obuda    |                |
| Beograd 96                  | 2-0            | Reds Sleepwalkers | 10:5, 5:2      |

## Poveznice i izvori
- eurointerleaguebaseball.com - službene stranice
- eurointerleaguebaseball.com, ljestvice, pristupljeno 3. rujna 2016.
- nadasplit.hr, Još jedna titula u Splitu, pristupljeno 3. rujna 2016.
- eurointerleaguebaseball.com, EIB Pool A rezultati, pristupljeno 3. rujna 2016.
- eurointerleaguebaseball.com, EIB Pool B rezultati, pristupljeno 3. rujna 2016.
- eurointerleaguebaseball.com, EIB Pool A rezultati i ljestvica,objavljeno 3. srpnja 2016.,  pristupljeno 3. rujna 2016.
- eurointerleaguebaseball.com, EIB Pool B rezultati i ljestvica,objavljeno 3. srpnja 2016.,  pristupljeno 3. rujna 2016.

1. ↑   eurointerleaguebaseball.com, EIB – FINAL 4, pristupljeno 3. rujna 2016.
2. ↑  mister-baseball.com, Nada Split wins Euro Interleague Baseball 2016  Arhivirana inačica izvorne stranice od 16. rujna 2016. (Wayback Machine), pristupljeno 3. rujna 2016.
3. ↑   nadasplit.hr, Još jedna titula u Splitu, pristupljeno 3. rujna 2016.
4. ↑   eurointerleaguebaseball.com, EIB A pool relegation games, pristupljeno 3. rujna 2016.
5. ↑   beograd96.com, Beograd 96 - raspored i rezultati 2016., pristupljeno 8. lipnja 2016.
6. ↑   baseballsrbija.com, Beograd 96 u A grupi Interlige!, pristupljeno 8. lipnja 2016.